# Сі-бемоль мінор
Сі-бемоль мінор (B-flat minor, b-moll) — мінорна тональність, тонікою якої є звук сі-бемоль. Гама сі-бемоль мінор містить звуки: 
сі♭ - до - ре♭ - мі♭ - фа - соль♭ - ля♭ 
 B♭ - C - D♭ - E♭ - F - G♭ - A♭
Паралельна тональність ре-бемоль мажор, однойменний мажор — Сі-бемоль мажор. Сі-бемоль мінор має п'ять бемолів біля ключа (сі-, мі-, ля-, ре-, соль-).

## Найвідоміші твори, написані в цій тональності
- Ф. Шопен — Соната для фортепіано № 2 (в тому числі III частина — «Похоронний марш»)[1]
- П. І. Чайковський — Концерт № 1 для фортепіано з оркестром[2]
- Д. Д. Шостакович — Симфонія № 13